# Козьмін (Турецький повіт)
Козьмін (пол. Koźmin) — село в Польщі, у гміні Брудзев Турецького повіту Великопольського воєводства.
Населення — 260 осіб (2011).
У 1975-1998 роках село належало до Конінського воєводства.

## Демографія
Демографічна структура станом на 31 березня 2011 року:
|          | Загалом | Допрацездатний вік | Працездатний вік | Постпрацездатний вік |
| -------- | ------- | ------------------ | ---------------- | -------------------- |
| Чоловіки | 123     | 26                 | 80               | 17                   |
| Жінки    | 137     | 27                 | 74               | 36                   |
| Разом    | 260     | 53                 | 154              | 53                   |